# Jacou
Jacou [ ʒa.ku] est une commune française située dans l'est du département de l'Hérault, en région Occitanie, en périphérie de Montpellier.
Exposée à un climat méditerranéen, elle est drainée par divers petits cours d'eau.
Jacou est une commune urbaine s'étendant sur 3,43 km2 et qui compte 6 964 habitants en 2022, après avoir connu une forte hausse de la population depuis 1962. Elle est dans l'agglomération de Montpellier et fait partie de l'aire d'attraction de Montpellier. Ses habitants sont appelés les Jacoumards et Jacoumardes.

## Géographie

### Communes limitrophes
Les communes limitrophes sont  Castelnau-le-Lez, Clapiers, Le Crès et Teyran.
|          | Teyran           |         |
| Clapiers | Jacou            | Le Crès |
|          | Castelnau-le-Lez |         |

### Voies de communication et transports

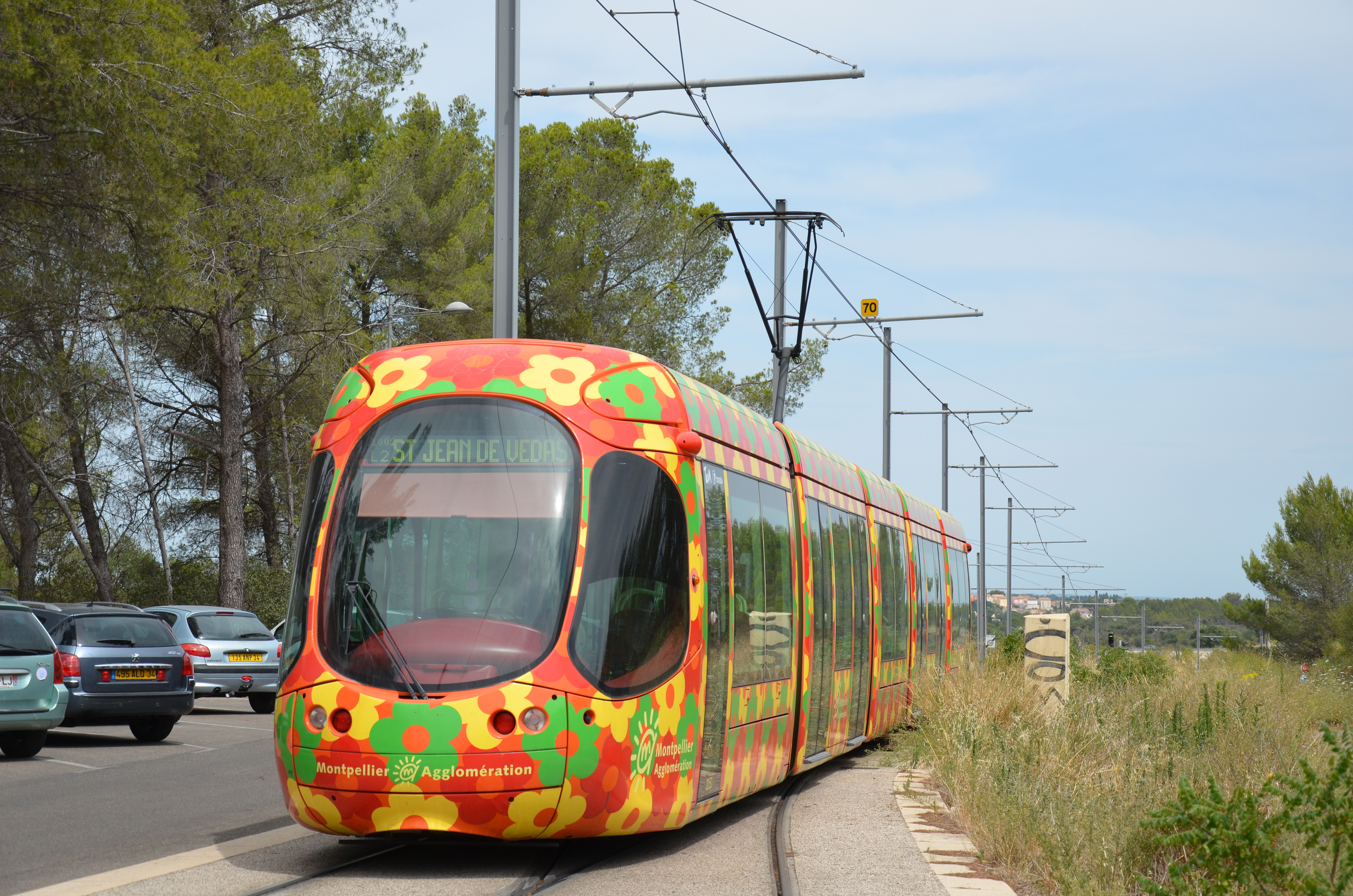
La ligne de tramway T2, près de la station Jacou.

La commune de Jacou est accessible par les transports de l'agglomération de Montpellier, via la ligne 2 du tramway (le terminus se trouve devant l'école primaire Condorcet) et les lignes de bus 22 (Montpellier, Université des Sciences et Lettres) et 36 (Castelnau-le-Lez, Charles de Gaulle).

### Climat
En 2010, le climat de la commune est de type climat méditerranéen franc, selon une étude s'appuyant sur une série de données couvrant la période 1971-2000. En 2020, Météo-France publie une typologie des climats de la France métropolitaine dans laquelle la commune est exposée à un climat méditerranéen et est dans la région climatique Provence, Languedoc-Roussillon, caractérisée par une pluviométrie faible en été, un très bon ensoleillement (2 600 h/an), un été chaud (21,5 °C), un air très sec en été, sec en toutes saisons, des vents forts (fréquence de 40 à 50 % de vents > 5 m/s) et peu de brouillards.
Pour la période 1971-2000, la température annuelle moyenne est de 14,2 °C, avec une amplitude thermique annuelle de 16,6 °C. Le cumul annuel moyen de précipitations est de 746 mm, avec 6 jours de précipitations en janvier et 2,8 jours en juillet. Pour la période 1991-2020, la température moyenne annuelle observée sur la station météorologique la plus proche, située sur la commune de Prades-le-Lez à 6 km à vol d'oiseau, est de 14,6 °C et le cumul annuel moyen de précipitations est de 869,7 mm,. Pour l'avenir, les paramètres climatiques de la commune estimés pour 2050 selon différents scénarios d’émission de gaz à effet de serre sont consultables sur un site dédié publié par Météo-France en novembre 2022.

### Milieux naturels et biodiversité
Aucun espace naturel présentant un intérêt patrimonial n'est recensé sur la commune dans l'inventaire national du patrimoine naturel,,.

## Urbanisme

### Typologie
Au 1er janvier 2024, Jacou est catégorisée ceinture urbaine, selon la nouvelle grille communale de densité à sept niveaux définie par l'Insee en 2022.
Elle appartient à l'unité urbaine de Montpellier, une agglomération intra-départementale regroupant 22 communes, dont elle est une commune de la banlieue,,. Par ailleurs la commune fait partie de l'aire d'attraction de Montpellier, dont elle est une commune de la couronne,. Cette aire, qui regroupe 161 communes, est catégorisée dans les aires de 700 000 habitants ou plus (hors Paris),.

### Occupation des sols
L'occupation des sols de la commune, telle qu'elle ressort de la base de données européenne d’occupation biophysique des sols Corine Land Cover (CLC), est marquée par l'importance des territoires artificialisés (67 % en 2018), en augmentation par rapport à 1990 (38,7 %). La répartition détaillée en 2018 est la suivante :
zones urbanisées (66,3 %), cultures permanentes (27 %), forêts (6,1 %), mines, décharges et chantiers (0,6 %). L'évolution de l’occupation des sols de la commune et de ses infrastructures peut être observée sur les différentes représentations cartographiques du territoire : la carte de Cassini (XVIIIe siècle), la carte d'état-major (1820-1866) et les cartes ou photos aériennes de l'IGN pour la période actuelle (1950 à aujourd'hui).

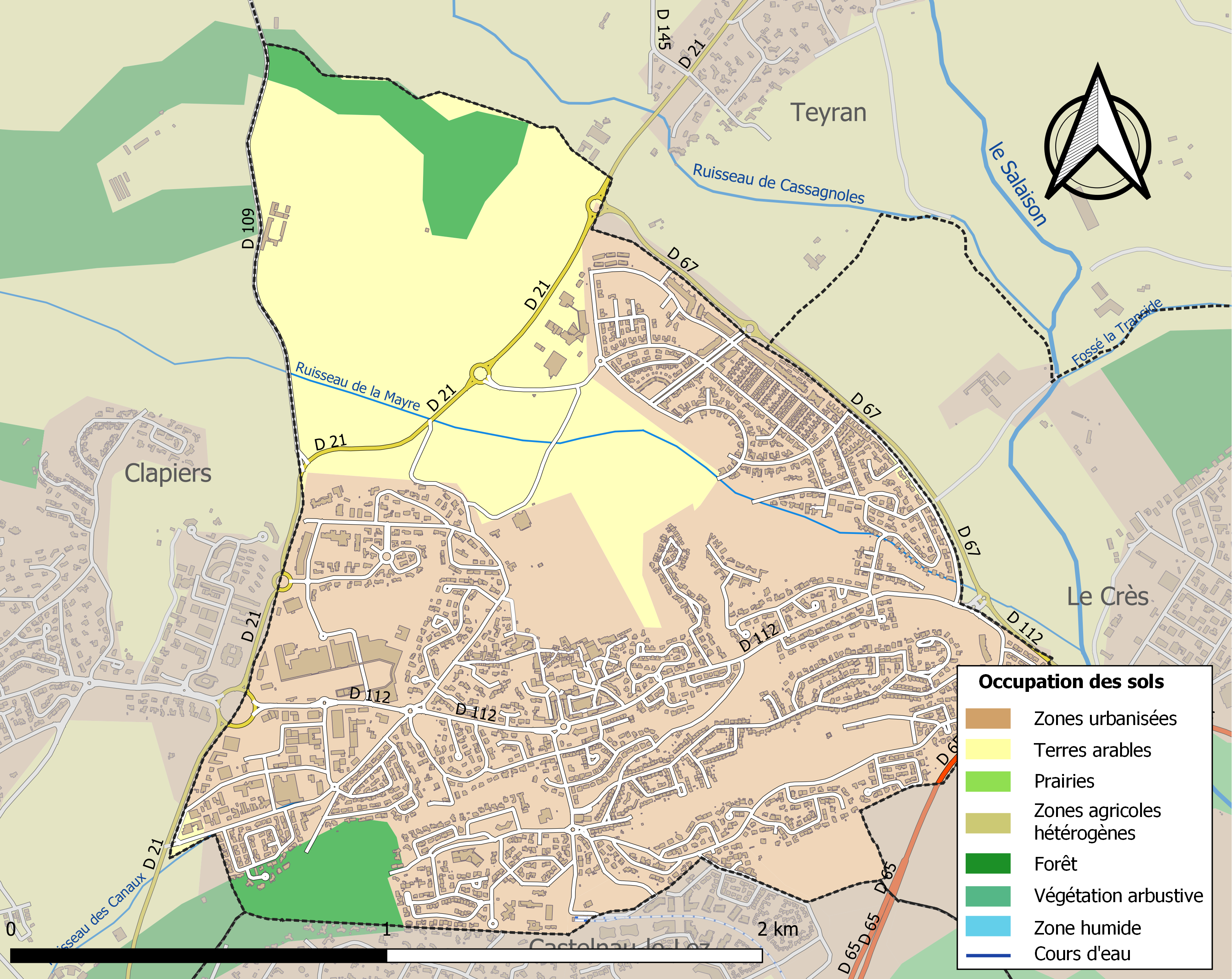
Carte des infrastructures et de l'occupation des sols de la commune en 2018 (CLC).

### Risques majeurs
Le territoire de la commune de Jacou est vulnérable à différents aléas naturels : météorologiques (tempête, orage, neige, grand froid, canicule ou sécheresse), inondations, feux de forêts et séisme (sismicité faible). Il est également exposé à un risque technologique, le transport de matières dangereuses. Un site publié par le BRGM permet d'évaluer simplement et rapidement les risques d'un bien localisé soit par son adresse soit par le numéro de sa parcelle.

#### Risques naturels
La commune fait partie du territoire à risques importants d'inondation (TRI) de Montpellier-Lunel-Maugio-Palavas, regroupant 49 communes du bassin de vie de Montpellier et s'étendant sur les départements de l'Hérault et du Gard, un des 31 TRI qui ont été arrêtés fin 2012 sur le bassin Rhône-Méditerranée, retenu au regard des risques de submersions marines et de débordements du Vistre, du Vidourle, du Lez et de la Mosson. Parmi les événements significatifs antérieurs à 2019 qui ont touché le territoire, peuvent être citées les crues de septembre 2002 et de septembre 2003 (Vidourle) et les tempêtes de novembre 1982 et décembre 1997 qui ont touché le littoral. Des cartes des surfaces inondables ont été établies pour trois scénarios : fréquent (crue de temps de retour de 10 ans à 30 ans), moyen (temps de retour de 100 ans à 300 ans) et extrême (temps de retour de l'ordre de 1 000 ans, qui met en défaut tout système de protection). La commune a été reconnue en état de catastrophe naturelle au titre des dommages causés par les inondations et coulées de boue survenues en 1982, 1987, 1994, 2003 et 2014,.
Jacou est exposée au risque de feu de forêt. Un plan départemental de protection des forêts contre les incendies (PDPFCI) a été approuvé en juin 2013 et court jusqu'en 2022, où il doit être renouvelé. Les mesures individuelles de prévention contre les incendies sont précisées par deux arrêtés préfectoraux et s’appliquent dans les zones exposées aux incendies de forêt et à moins de 200 mètres de celles-ci. L’arrêté du 25 avril 2002 réglemente l'emploi du feu en interdisant notamment d’apporter du feu, de fumer et de jeter des mégots de cigarette dans les espaces sensibles et sur les voies qui les traversent sous peine de sanctions. L'arrêté du 11 mars 2013 rend le débroussaillement obligatoire, incombant au propriétaire ou ayant droit,.

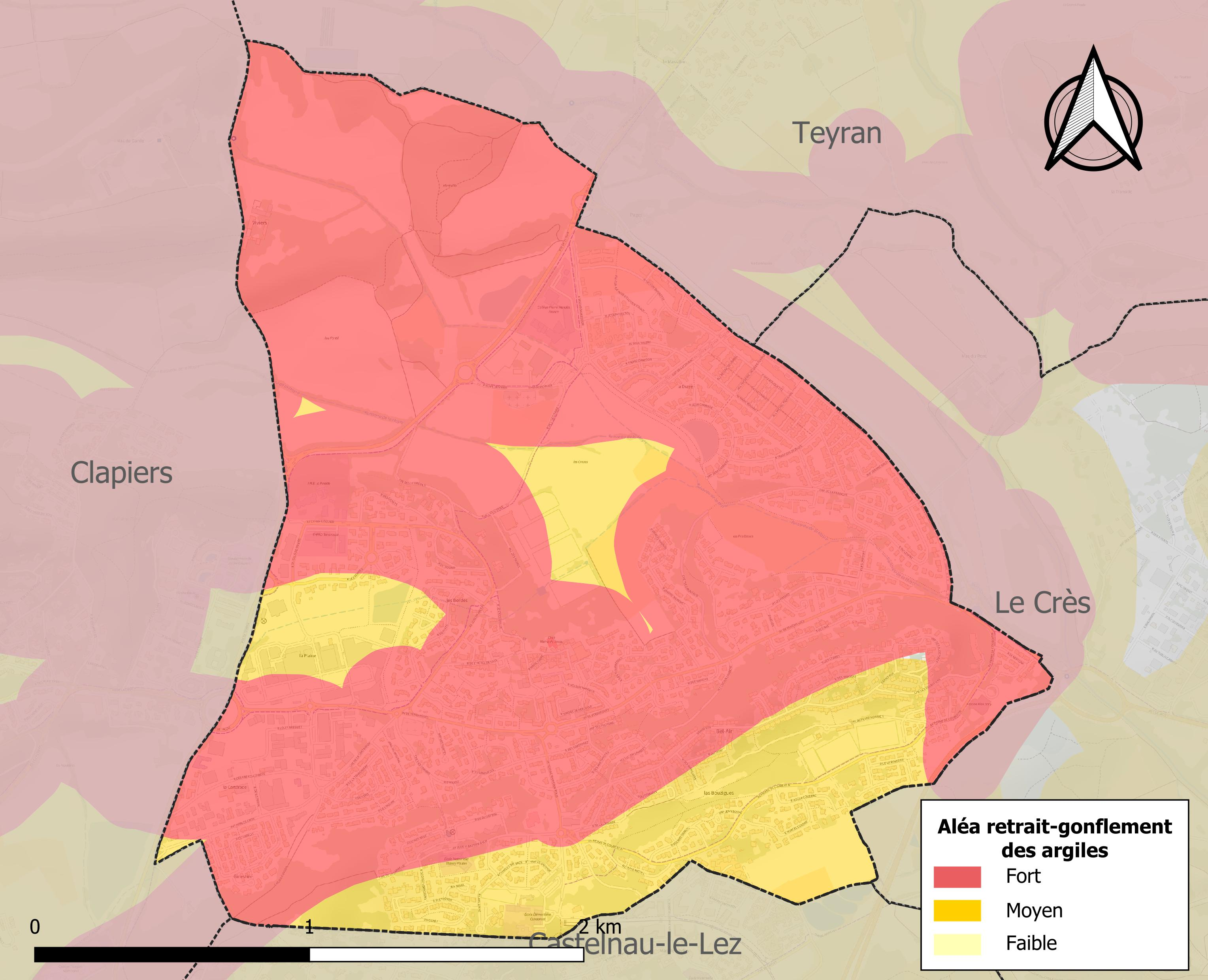
Carte des zones d'aléa retrait-gonflement des sols argileux de Jacou.

Le retrait-gonflement des sols argileux est susceptible d'engendrer des dommages importants aux bâtiments en cas d’alternance de périodes de sécheresse et de pluie. La totalité de la commune est en aléa moyen ou fort (59,3 % au niveau départemental et 48,5 % au niveau national). Sur les 1 921 bâtiments dénombrés sur la commune en 2019, 1 919 sont en aléa moyen ou fort, soit 100 %, à comparer aux 85 % au niveau départemental et 54 % au niveau national. Une cartographie de l'exposition du territoire national au retrait gonflement des sols argileux est disponible sur le site du BRGM,.
Par ailleurs, afin de mieux appréhender le risque d’affaissement de terrain, l'inventaire national des cavités souterraines permet de localiser celles situées sur la commune.

#### Risques technologiques
Le risque de transport de matières dangereuses sur la commune est lié à sa traversée par des infrastructures routières ou ferroviaires importantes ou la présence d'une canalisation de transport d'hydrocarbures. Un accident se produisant sur de telles infrastructures est susceptible d’avoir des effets graves sur les biens, les personnes ou l'environnement, selon la nature du matériau transporté. Des dispositions d’urbanisme peuvent être préconisées en conséquence.

## Toponymie
La première occurrence de Jacou remonte à 1144 sous la forme S. Petri de Jocone (Sancti Petri de Jocone) à la page 141 du cartulaire de Maguelone. À la suite d'un accident phonétique, le nom de Jacou est écrit Jacono en 1529, puis Jacon en 1626 pour arriver à Jacou en 1740.
Les microtoponymes de la commune, attestés dans le compoix de 1774 et le cadastre napoléonien de 1808, ont été étudiés par Christine Marichy, Docteure ès Sciences du Langage : les toponymes (noms de tènements) présentés ci-dessous sont attestés dans les cadastres.
- Las Bordes : on ne peut retenir le sens de bergerie, ferme, ici "rebord de plateau" attesté par la topographie ;
- Las Bousigues : friche, essart ;
- Cartairade : ce nom ne provient pas d'une mesure agraire valant 'un quart de séterée' mais découle d'un nom de propriétaire attesté dans le compoix de Clapiers du Xviieme siècle (Pierre Carteyrade), commune mitoyenne à l'ouest;
- Lous Crozes : tenement en creux (45 m) ;
- La Draye : "chemin de transhumance" a donné son nom à un tènement qui a gagné en expansion, alors que ces noms de chemin (odonymes) ne sont normalement pas maintenus comme noms de lieu ;
- Mauprat : mauvais pré, ne s'est pas maintenu au delà du cadastre révisé de 1932, en raison de sa valeur pejorative;
- Montvilla : source de Montvilla, nom de famille attesté sur la commune mitoyenne Teyran ;
- Lou Noyer : pas de noyer(s) en ce lieu, provient de "Noguier" nom de famille attesté sur la commune au Moyen-âge (serment prêté à Jacques 1er d'Aragon;
- La Plane francisé en "La plaine" dans le cadastre remanié de 1987 : terrain plat, espace découvert ;
- Lou Pontil : petit pont attesté, franchissant La Mayre;
- Lous Pradasses : grandes pâtures ;
- Lou Travers : terrain à forte pente, en dévers ;
- Le Village ;
- Viviers : ne désigne pas une pièce d'eau mais découle d'un nom de famille (mansum des Vivieris) attesté dans le cartulaire de Maguelonne au Moyen-âge.

### Jacou en France
L'orientation et la localisation de Jacou par rapport à quelques grandes villes françaises sont données dans le tableau suivant (distance à vol d'oiseau) :
| Ville       | Distance | Orientation |
| ----------- | -------- | ----------- |
| Paris       | 591 km   | (N)         |
| Marseille   | 125 km   | (E)         |
| Lyon        | 244 km   | (NE)        |
| Toulouse    | 199 km   | (O)         |
| Nice        | 270 km   | (E)         |
| Nantes      | 583 km   | (NO)        |
| Montpellier | 6 km     | (S)         |
| Strasbourg  | 621 km   | (NE)        |
| Bordeaux    | 382 km   | (O)         |
| Lille       | 777 km   | (N)         |
| Rennes      | 656 km   | (NO)        |
| Reims       | 623 km   | (N)         |
| Toulon      | 174 km   | (E)         |

## Histoire

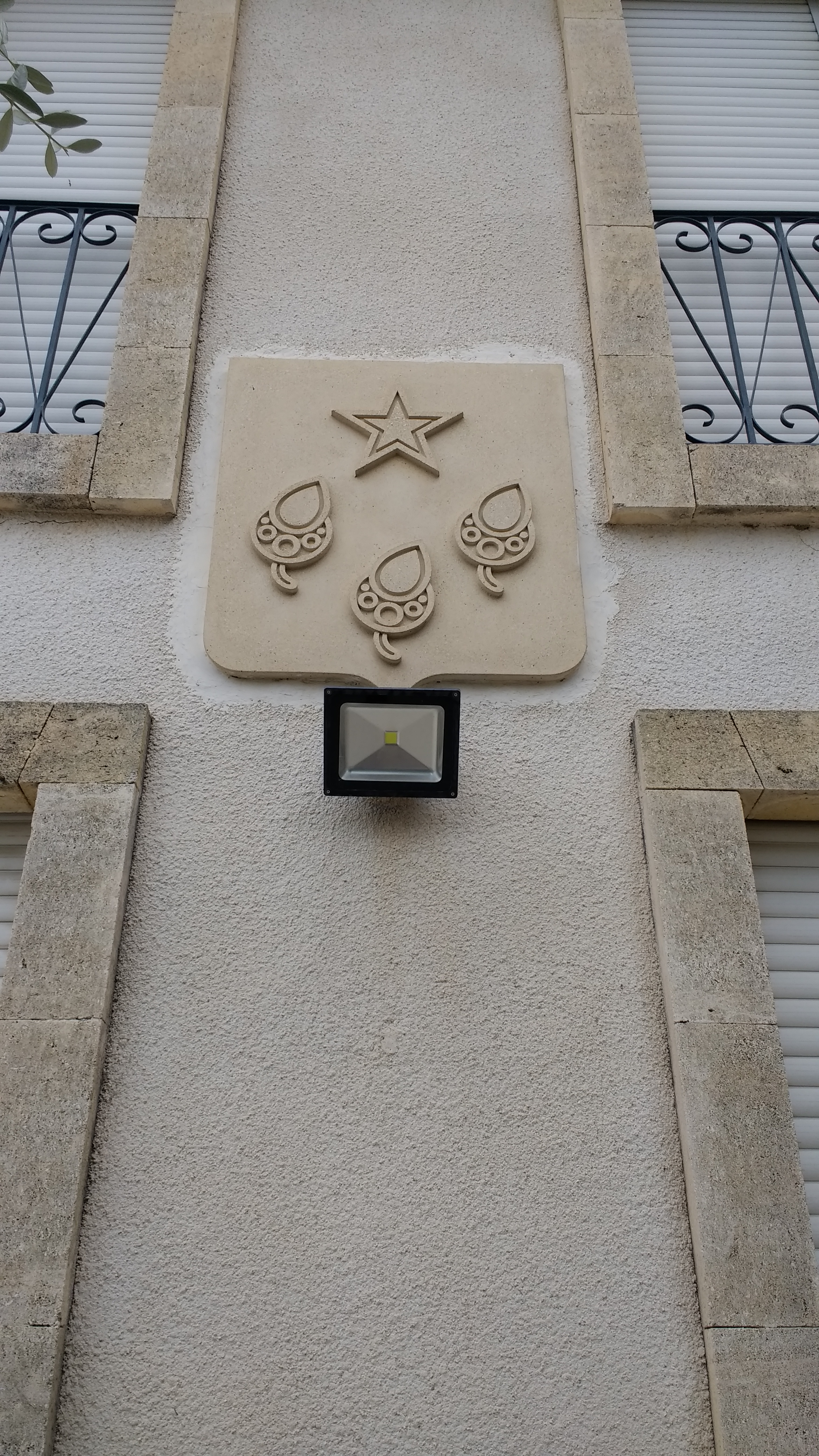
Blason de la commune sur la façade de l'hôtel de ville.

Le village de Jacou reste jusqu'au XIXe siècle un petit village de moins de cent âmes. La proximité de Montpellier permet à la famille Bocaud d'édifier le château éponyme et de créer un domaine agricole.

## Politique et administration

### Tendances politiques et résultats
- Maire sortant : Renaud Calvat (PS)
- 29 sièges à pourvoir au conseil municipal
- 1 siège à pourvoir au conseil communautaire (Montpellier Méditerranée Métropole)

| Tête de liste            | Tête de liste            | Liste                    | Premier tour | Premier tour | Sièges | Sièges |
| Tête de liste            | Tête de liste            | Liste                    | Voix         | %            | CM     | CC     |
| ------------------------ | ------------------------ | ------------------------ | ------------ | ------------ | ------ | ------ |
|                          | Renaud Calvat            | PS                       | 1 769        | 86,16        | 27     | 1      |
|                          | Patrick Brechotteau      | DVG                      | 284          | 13,83        | 2      | 0      |
|                          |                          |                          |              |              |        |        |
| Votes valides            | Votes valides            | Votes valides            | 2 053        | 97,16        |        |        |
| Votes blancs             | Votes blancs             | Votes blancs             | 26           | 1,23         |        |        |
| Votes nuls               | Votes nuls               | Votes nuls               | 34           | 1,61         |        |        |
| Total                    | Total                    | Total                    | 2 113        | 100          | 29     | 1      |
| Abstention               | Abstention               | Abstention               | 2 610        | 55,26        |        |        |
| Inscrits / participation | Inscrits / participation | Inscrits / participation | 4 723        | 44,74        |        |        |

### Liste des maires
Sous le Second Empire (1852-1870), le maire était nommé par le ministre de l'Intérieur.
| Période       | Période                   | Identité                             | Étiquette | Qualité                                                              |
| ------------- | ------------------------- | ------------------------------------ | --------- | -------------------------------------------------------------------- |
| 1800          | 1801                      | Michel Jean                          |           |                                                                      |
| 1801          | 1829                      | Guillaume Mallet                     |           |                                                                      |
| 1829          | 1852                      | Pierre Chapel                        |           |                                                                      |
| 1852          | 1859                      | Guillaume Daniel Henry Grand d'Esnon |           | Baron, propriétaire du Château de Bocaud                             |
| 1859          | 1871                      | Fulcrand Soubeyran                   |           |                                                                      |
| 1871          | 1876                      | Ferdinand Bouniol                    |           |                                                                      |
| 1876          | 1884                      | Auguste Pierre Chapel                |           |                                                                      |
| 1884          | 1896                      | Cyprien Olivier                      |           |                                                                      |
| 1897          | 1904                      | Mathieu Soubeyran                    |           |                                                                      |
| 1904          | 1919                      | Paul Dumas                           |           |                                                                      |
| 1919          | 1926                      | Jean Galière                         |           |                                                                      |
| 1926          | 1959                      | Fernand Soubeyran                    |           |                                                                      |
| 1959          | mars 1977                 | Joseph Arléry                        |           |                                                                      |
| mars 1977     | mars 1983                 | Gabriel Boude                        |           |                                                                      |
| mars 1983     | mars 1989                 | René Grolier                         |           |                                                                      |
| mars 1989     | novembre 2011 (démission) | Jean-Marcel Castet                   | PS        | Conseiller général du canton de Castries (1998-2012).                |
| novembre 2011 | En cours (au 29 mai 2020) | Renaud Calvat,                       | PS        | Conseiller départemental du canton de Montpellier - Castelnau-le-Lez |

| Période       | Période                   | Identité       | Étiquette | Qualité |
| ------------- | ------------------------- | -------------- | --------- | --- |
| Novembre 2011 | En cours (au 29 mai 2020) | Renaud Calvat, | PS        | Conseiller départemental du canton de Montpellier - Castelnau-le-Lez 14e Vice-président du conseil départemental délégué à l’éducation et aux collèges Conseiller métropolitain de Montpellier Méditerranée Métropole 1er vice-président de Montpellier Méditerranée Métropole Président de la TaM Montpellier 3M |

### Jumelage
- Sernancelhe (Portugal), depuis 1999.

## Population et société

### Démographie
L'évolution du nombre d'habitants est connue à travers les recensements de la population effectués dans la commune depuis 1793. Pour les communes de moins de 10 000 habitants, une enquête de recensement portant sur toute la population est réalisée tous les cinq ans, les populations de référence des années intermédiaires étant quant à elles estimées par interpolation ou extrapolation. Pour la commune, le premier recensement exhaustif entrant dans le cadre du nouveau dispositif a été réalisé en 2004.

En 2022, la commune comptait 6 964 habitants, en évolution de +2,64 % par rapport à 2016 (Hérault : +7,49 %, France hors Mayotte : +2,11 %).
| 1793 | 1800 | 1806 | 1821 | 1831 | 1836 | 1841 | 1846 | 1851 |
| ---- | ---- | ---- | ---- | ---- | ---- | ---- | ---- | ---- |
| 81   | 61   | 92   | 85   | 88   | 90   | 117  | 111  | 145  |

| 1856 | 1861 | 1866 | 1872 | 1876 | 1881 | 1886 | 1891 | 1896 |
| ---- | ---- | ---- | ---- | ---- | ---- | ---- | ---- | ---- |
| 139  | 132  | 145  | 153  | 141  | 134  | 120  | 125  | 124  |

| 1901 | 1906 | 1911 | 1921 | 1926 | 1931 | 1936 | 1946 | 1954 |
| ---- | ---- | ---- | ---- | ---- | ---- | ---- | ---- | ---- |
| 160  | 164  | 152  | 175  | 159  | 179  | 160  | 209  | 241  |

| 1962 | 1968 | 1975  | 1982  | 1990  | 1999  | 2004  | 2006  | 2009  |
| ---- | ---- | ----- | ----- | ----- | ----- | ----- | ----- | ----- |
| 223  | 247  | 1 259 | 1 774 | 3 795 | 4 757 | 5 044 | 4 997 | 4 824 |

| 2014  | 2019  | 2022  | - | - | - | - | - | - |
| ----- | ----- | ----- | - | - | - | - | - | - |
| 6 584 | 6 808 | 6 964 | - | - | - | - | - | - |

### Enseignement
- École maternelle publique « Thierry Pautes »[35] ;
- École primaire élémentaire publique « Condorcet ». Mise en service depuis le 12 juin 1972, elle dispose de plusieurs classes élémentaires ainsi que des Unités Localisées pour l'Inclusion Scolaire (ULIS) pour accueillir 435 élèves au total[36] ;
- Collège public « Pierre Mendès France » inauguré le 1er septembre 2000. Il peut accueillir 746 élèves et comporte : une classe de langue vivante allemand, une section d'enseignement général et professionnel adapté (SEGPA), une section européenne (classe d'« anglais européen ») et une classe de Langue et Culture de l'Antiquité (LCA) latin.

Depuis 1992, Jacou dispose d’une école de commerce et management, l'Idelca Business School, fondée en 1919 au sein du groupe Pigier. L'école dispose notamment d'un CFA.

### Associations
Jacou compte 5 000 adhérents en moyenne pour près de 90 associations réparties sur le territoire.

#### Le verger partagé
Cette section ne s'appuie pas, ou pas assez, sur des sources secondaires ou tertiaires indépendantes du sujet. Le texte peut contenir des analyses inexactes ou inédites de sources primaires.
Pour l'améliorer, ajoutez-en, ou placez des modèles {{Source secondaire souhaitée}} ou {{Source secondaire nécessaire}} sur les passages mal sourcés. (janvier 2024)
Il a été créé dans le cadre de la mise en place à Jacou de l’agenda 21, fin 2012, lors de l’assemblée générale constitutive de l’association « Le verger du carbet » qui gère ce verger.
Les grandes lignes directrices du projet sont résumées en 4 points :
- Un verger paysagé de haute qualité environnementale ;
- Un lieu de convivialité, de rencontre et de partage ;
- Un outil pédagogique ;
- Le choix de la qualité gustative des fruits et de la diversité.

La commune met à disposition, par convention, un terrain communal de 9 000 m2. Elle a financé le défrichage de la parcelle, la passerelle d’accès sur le ruisseau de La Mayre, l’implantation d’une arrivée d’eau du Bas Rhône et les plants de la haie mellifère.
L’association qui comporte environ 40 membres actifs finance les équipements internes d’arrosage, les fruitiers installés progressivement depuis 2013, l’eau d’arrosage et les dépenses courantes. Les travaux d’installation, de plantation, de tonte de la prairie, d’entretien du verger ainsi que les arrosages sont réalisés par les membres de l’association dans un cadre collectif.
Le projet réalisé prévoit :
- une haie mellifère sur toute la périphérie, bordée à l’extérieur par un sentier en herbe, en bordure des fossés qui entourent la parcelle ;
- une allée centrale de grands fruitiers à large espacement (8 m) ;
- deux petites zones d’espaliers encadrant une petite vigne ;
- deux zones de part et d’autre de l’allée, plantées de fruitiers divers de taille moyenne ou petite (groseilliers par exemple) ;
- une petite zone de ruches (4 à terme) gérée par un apiculteur membre des jardins familiaux de Jacou ;
- une petite place centrale destinée aux rencontres et progressivement équipée (platelage, tables, abri de la pluie et du soleil…) ;
- une petite pergola destinée au développement de lianes fruitières (kiwis…) ;
- le maintien d’une prairie sous verger constituant avec la haie une parcelle bocagère favorable à la rétention d’eau dans cette zone inondable (30 cm d’eau sur toute la parcelle en 2015).

Le choix des fruitiers privilégie la diversité des espèces et des variétés au sein de ces espèces. Les plants sont très souvent des racines nues de 2 ans, plus aptes à s’adapter au terrain et aux conditions atmosphériques difficiles (le verger a déjà connu une crue quasiment centennale en 2015 et deux sécheresses prononcées en 2016 et 2017). L’arrosage est fait par apports discontinus afin de favoriser un enracinement profond, favorable à une meilleure résistance à la sécheresse.
La haie mellifère de périphérie privilégie aussi des espèces supportant un arrosage limité, avec l’utilisation de petits plants au démarrage. L’installation progressive de ligneux locaux apportés par les oiseaux permettra de combler naturellement les mortalités de plants inadaptés.
L’utilisation de pesticides de synthèse est proscrite, alors que le paillage (foin de la prairie ou BRF fourni par le service des espaces verts de la commune) et l’utilisation de compost et de fumier sont privilégiés.
La vie de l’association est encadrée par un règlement intérieur discuté dans la première année, un conseil d'administration aux pouvoirs larges secondé par des groupes de travail réunis en même temps par commodité (réunions de CA élargies de 10 à 20 personnes généralement). L’assemblée générale, réunie en décembre, a pouvoir de décision finale (approbation des textes, cotisation, grandes option, élection du CA…).

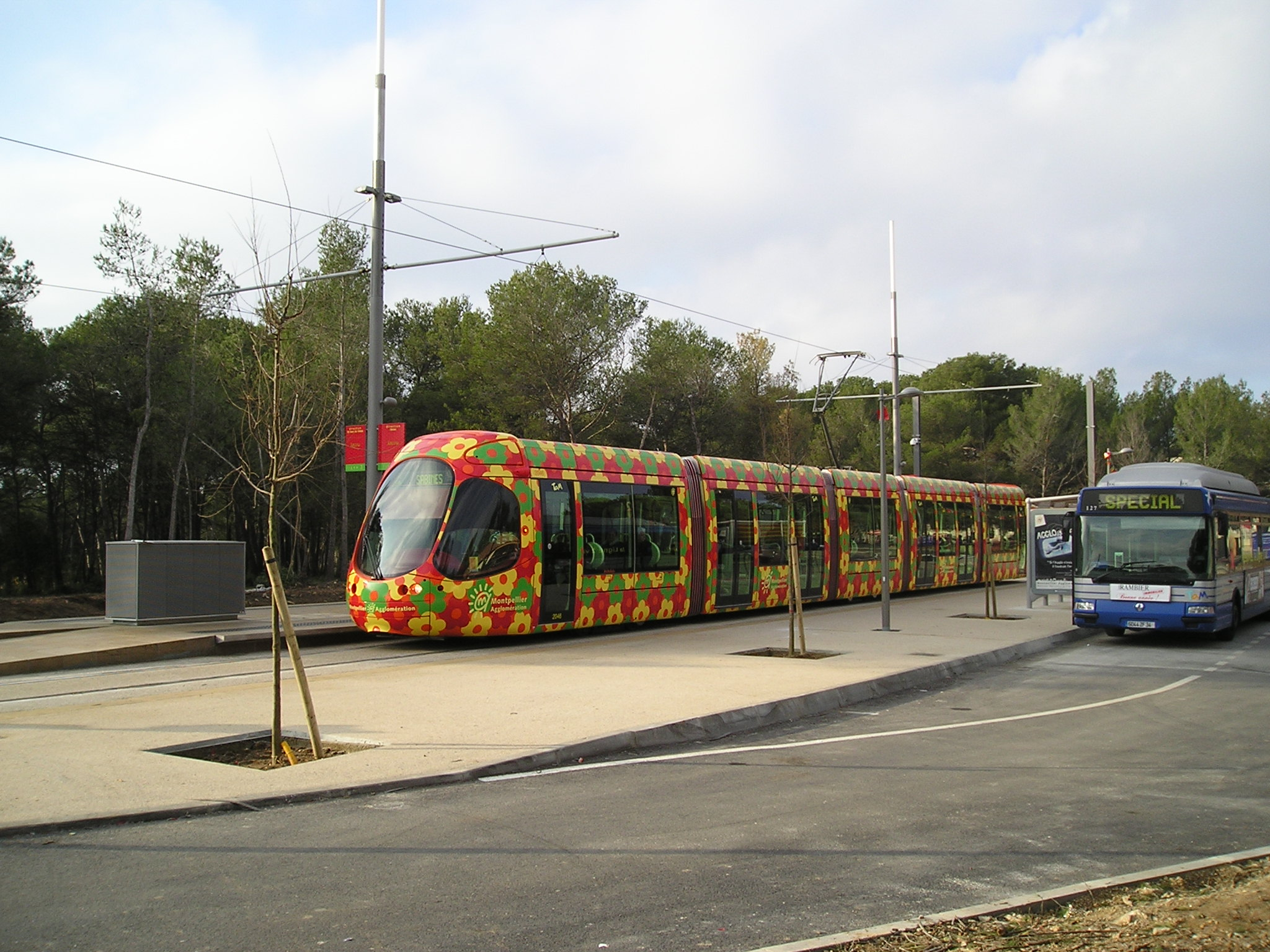
Terminus du tramway de Montpellier à Jacou.
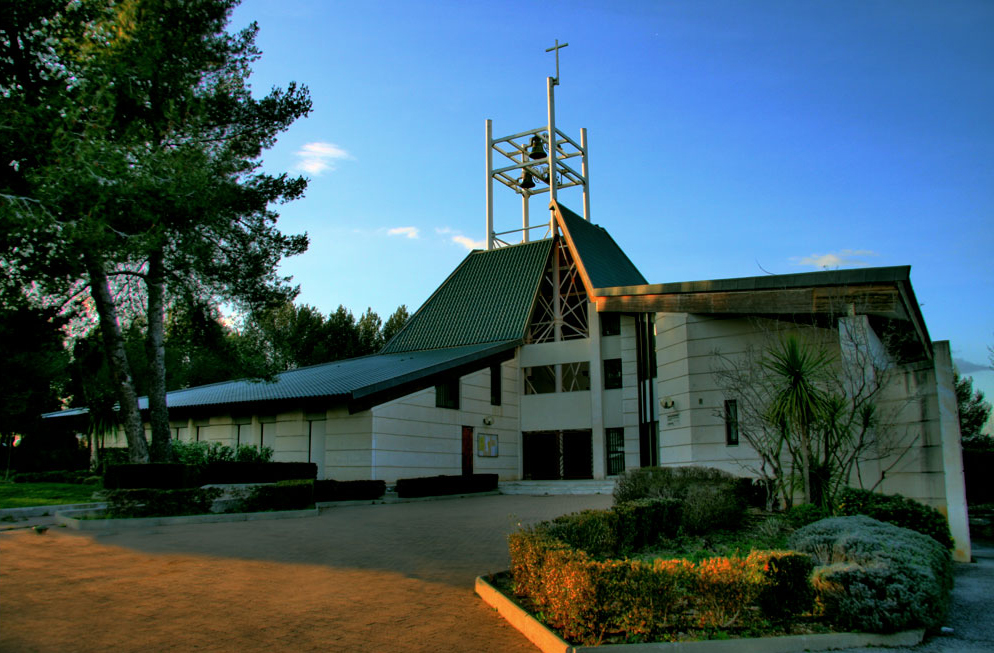
Centre œcuménique.
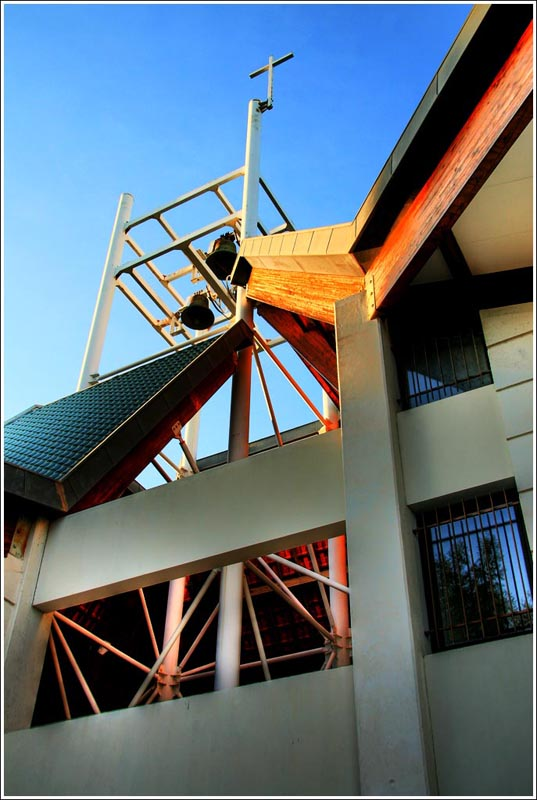
Clocher du centre oecuménique.
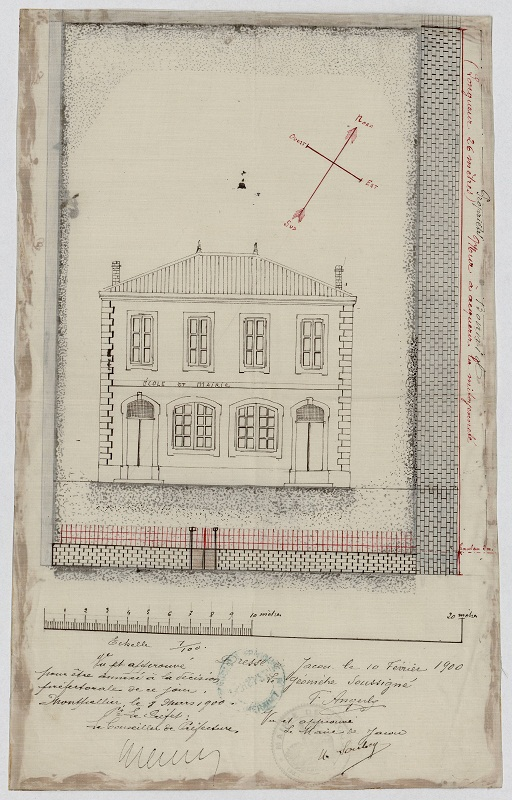
Plan en coupe de l’école mixte et de la mairie datant de 1900. Actuelle mairie.

## Économie

### Revenus
En 2018, la commune compte 2 733 ménages fiscaux, regroupant 6 820 personnes. La médiane du revenu disponible par unité de consommation est de 23 980 € (20 330 € dans le département). 58 % des ménages fiscaux sont imposés (45,8 % dans le département).

### Emploi
|                | 2008   | 2013   | 2018  |
| -------------- | ------ | ------ | ----- |
| Commune        | 6,5 %  | 8,1 %  | 8,5 % |
| Département    | 10,1 % | 11,9 % | 12 %  |
| France entière | 8,3 %  | 10 %   | 10 %  |

En 2018, la population âgée de 15 à 64 ans s'élève à 4 274 personnes, parmi lesquelles on compte 77,9 % d'actifs (69,4 % ayant un emploi et 8,5 % de chômeurs) et 22,1 % d'inactifs,. Depuis 2008, le taux de chômage communal (au sens du recensement) des 15-64 ans est inférieur à celui de la France et du département.
La commune fait partie de la couronne de l'aire d'attraction de Montpellier, du fait qu'au moins 15 % des actifs travaillent dans le pôle,. Elle compte 1 776 emplois en 2018, contre 1 654 en 2013 et 1 457 en 2008. Le nombre d'actifs ayant un emploi résidant dans la commune est de 2 999, soit un indicateur de concentration d'emploi de 59,2 % et un taux d'activité parmi les 15 ans ou plus de 61,5 %.
Sur ces 2 999 actifs de 15 ans ou plus ayant un emploi, 423 travaillent dans la commune, soit 14 % des habitants. Pour se rendre au travail, 81,6 % des habitants utilisent un véhicule personnel ou de fonction à quatre roues, 7,4 % les transports en commun, 7,8 % s'y rendent en deux-roues, à vélo ou à pied et 3,2 % n'ont pas besoin de transport (travail au domicile).

### Activités hors agriculture

#### Secteurs d'activités
677 établissements sont implantés à Jacou au 31 décembre 2019. Le tableau ci-dessous en détaille le nombre par secteur d'activité et compare les ratios avec ceux du département,.
| Secteur d'activité                                                                                        | Commune | Commune | Département |
| Secteur d'activité                                                                                        | Nombre  | %       | %           |
| --- | ------- | ------- | ----------- |
| Ensemble                                                                                                  | 677     | 100 %   | (100 %)     |
| Industrie manufacturière, industries extractives et autres                                                | 40      | 5,9 %   | (6,7 %)     |
| Construction                                                                                              | 82      | 12,1 %  | (14,1 %)    |
| Commerce de gros et de détail, transports, hébergement et restauration                                    | 160     | 23,6 %  | (28 %)      |
| Information et communication                                                                              | 31      | 4,6 %   | (3,3 %)     |
| Activités financières et d'assurance                                                                      | 24      | 3,5 %   | (3,2 %)     |
| Activités immobilières                                                                                    | 21      | 3,1 %   | (5,3 %)     |
| Activités spécialisées, scientifiques et techniques et activités de services administratifs et de soutien | 147     | 21,7 %  | (17,1 %)    |
| Administration publique, enseignement, santé humaine et action sociale                                    | 116     | 17,1 %  | (14,2 %)    |
| Autres activités de services                                                                              | 56      | 8,3 %   | (8,1 %)     |

Le secteur du commerce de gros et de détail, des transports, de l'hébergement et de la restauration est prépondérant sur la commune puisqu'il représente 23,6 % du nombre total d'établissements de la commune (160 sur les 677 entreprises implantées à Jacou), contre 28 % au niveau départemental.

#### Entreprises et commerces
Les cinq entreprises ayant leur siège social sur le territoire communal qui génèrent le plus de chiffre d'affaires en 2020 sont :
- Davic, hypermarchés (42 945 k€)
- Quasar, commerce de détail de quincaillerie, peintures et verres en grandes surfaces (400 m² et plus) (6 867 k€)
- Languedoc Menuiserie SAS, commerce de gros (commerce interentreprises) de bois et de matériaux de construction (4 007 k€)
- Sport Puissance 3 Jacou - Sp3J, commerce de détail d'articles de sport en magasin spécialisé (3 922 k€)
- Egsa BTP (Expertise Geotechnique Structu, ingénierie, études techniques (3 445 k€)

### Agriculture
|               | 1988 | 2000 | 2010 | 2020 |
| ------------- | ---- | ---- | ---- | ---- |
| Exploitations | 10   | 7    | 4    | 1    |
| SAU (ha)      | 251  | 175  | 57   | 35   |

La commune est dans le « Soubergues », une petite région agricole occupant le nord-est du département de l'Hérault. En 2020, l'orientation technico-économique de l'agriculture  sur la commune est la viticulture. Une seule  exploitation agricole ayant son siège dans la commune est recensée lors du recensement agricole de 2020 (dix en 1988). La superficie agricole utilisée est de 35 ha,,.

## Culture locale et patrimoine

### Lieux et monuments
- Église Saint-Pierre-ès-Liens de Jacou.

#### Parc public de Bocaud

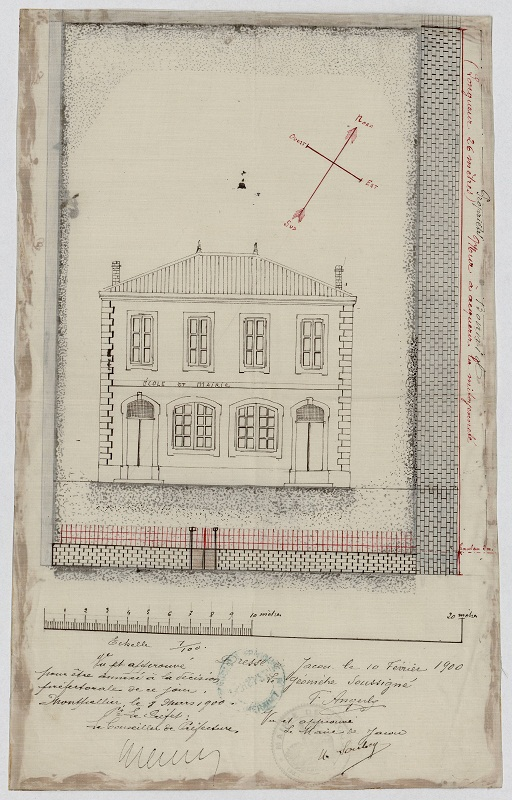
Jacou. École mixte et mairie : [plan] dressé par le géomètre soussigné [signature illisible], 1900.

La ville de Jacou dispose d'un grand parc (6 ha), le parc public de Bocaud, avec une partie boisée, des terrains de sport, une salle de spectacles « La Passerelle » (depuis 2011 ; salle de spectacles et cinéma depuis 2017), et divers locaux à l'usage des associations. Ce parc public est une partie de l'ancien parc du château et comprend deux éléments historiques : en premier lieu le « lac romantique » (serpentin, à l'anglaise) creusé sans doute dans les années 1820 par l'avant-dernier descendant des Bocaud, Thomas-Marie-Catherine de Masclary. Ce lac est figuré en 1936 dans la « carte de reconnaissance militaire du nord de Montpellier » de Jean-Marie Amelin.

#### Ensemble hydraulique de la Coquille
En second lieu, près du lac se trouve l'exceptionnel ensemble hydraulique de la Coquille, avec son nymphée et sa tour du puits à roue, sans équivalent dans les folies montpelliéraines et en Languedoc le nymphée de « la coquille » (fausse grotte ornée du XVIIe siècle au-dessus d'une source, avec sa « salle de fraîcheur »), exemplaire unique en Languedoc, classé Monument Historique. Cette source alimentait aussi un puits à roue (« pousarenque ») dans une tour d'une douzaine de mètres de haut élevant l'eau dans une canalette et des « bourneaux » (tuyaux en terre cuite) vers le miroir d'eau, les buffets d'eau et bassins du jardin XVIIIe siècle (voir ci-dessous).

#### Le Château de Bocaud
Dans la partie du Parc de Bocaud accessible par la place Frédéric Mistral, se trouve le Château de Bocaud, « folie montpelliéraine » inscrit sur la liste des Monuments Historiques (voir des éléments de sa description dans le paragraphe Historique).
Les jardins du château, datant des XVIIIe et XIXe siècles, sont classés Monuments Historiques pour la qualité de leur statuaire et de leur architectonique (voir l'article Histoire, section Temps modernes). Les jardins de type XIXe siècle sont en cours de restauration, mais sont ouverts au public pendant l'hiver, tous les mercredis. Des visites de groupes sont organisées par la Mairie et l'association « Jacou, Histoire et patrimoine », lors du « Temps des Jardins » (début juin) et des « Journées Européennes du Patrimoine » (fin septembre). D'autres visites de groupe peuvent être organisées, à la demande, auprès de la mairie ou de l'association.
Du fait de la faible fréquentation de ces jardins, un intéressant patrimoine végétal y a trouvé refuge, avec plusieurs espèces protégées. On y trouve, entre autres, la rare et belle « tulipe de l'Écluse », aux pétales pointus (avant la mode des pétales arrondis), la tulipe méridionale jaune des garrigues, la tulipe rouge des champs, l'anémone des prairies, et quantité d'espèces « sauvages ». Des visites de groupe sont organisées en avril, au moment de la floraison.

#### Les statues symboliques

##### Notre-Dame du Bon Secours
La statue de « Notre-Dame du Bon Secours », dite la viergetta (petite vierge), est érigée en 1899. Elle se situe derrière le centre œcuménique, au sommet du versant dominant le village. À l'origine, cette statue se trouvait plus à l'Ouest et dominait le cimetière. Elle a été déplacée lors des constructions contemporaines. Elle est offerte à la commune par la famille de Solanet, propriétaire du château et du domaine de Jacou (1888-1917). Elle est réalisée par la très célèbre fonderie d'art de l'époque d'Antoine Durenne à Sommevoyre en Haute-Marne sur un modèle du sculpteur Thénon-Mortier, et a fait l'objet de processions pendant de nombreuses années.

##### Notre-Dame des Victoires

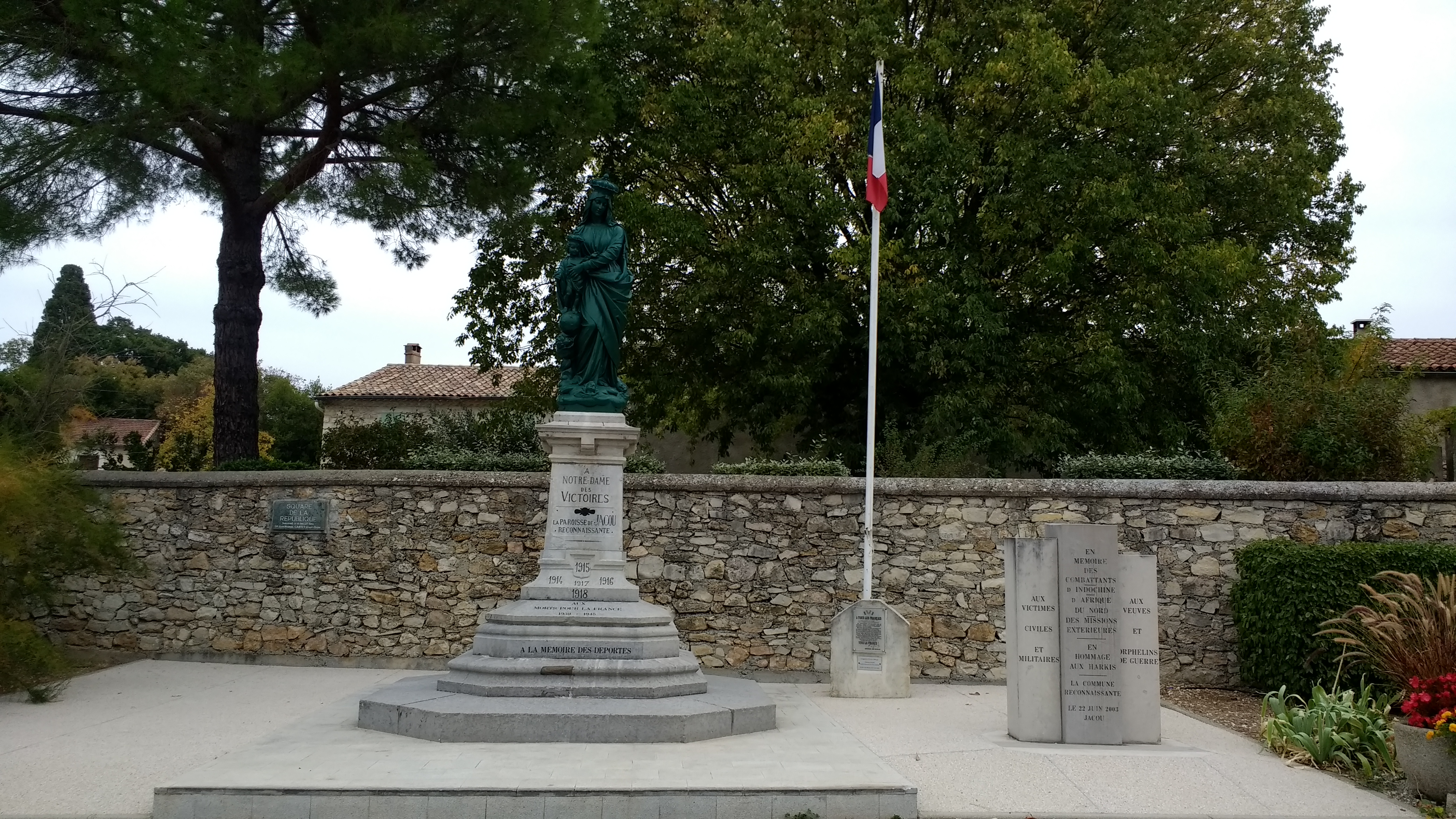
Statue de Notre-Dame des Victoires à l'ancien emplacement du monument aux morts (avant 2019).

La statue de Notre-Dame des Victoires au monument aux morts (face à l'hôtel de ville jusqu'en 2019) est une exception et une énigme. Une exception car il n'existe, dans le département de l'Hérault, que deux cas de monuments aux morts, à la suite de la guerre de 1914-1918, dont l'élément principal est une statue de la vierge : Saint-André-de-Buèges et Jacou. Dans ces deux villages, la laïcité républicaine et la religion devaient faire bon ménage, à moins que la statue, par souci d'économie dans ce petit village (160 habitants à l'époque) aux faibles ressources, ne soit une récupération. On ne possède pas pour l'instant de document sur son origine. De même, la statue n'est pas signée, et ne comporte aucune indication sur le sculpteur, ni sur la fonderie, ni sur sa date. Le thème des victoires pose aussi question, puisque l'origine de ce thème se rapporte au siège victorieux de La Rochelle protestante par Richelieu, et l'érection subséquente de l'église Notre-Dame des Victoires par Louis XIII à Paris. Le lien avec la victoire de 1918 n'est donc pas évident.
En septembre 2019, cette statue est déplacée sur la place Frédéric Mistral, derrière le château de Bocaud où siège désormais la mairie.

#### La «Fabrique» et le passé industriel de Jacou

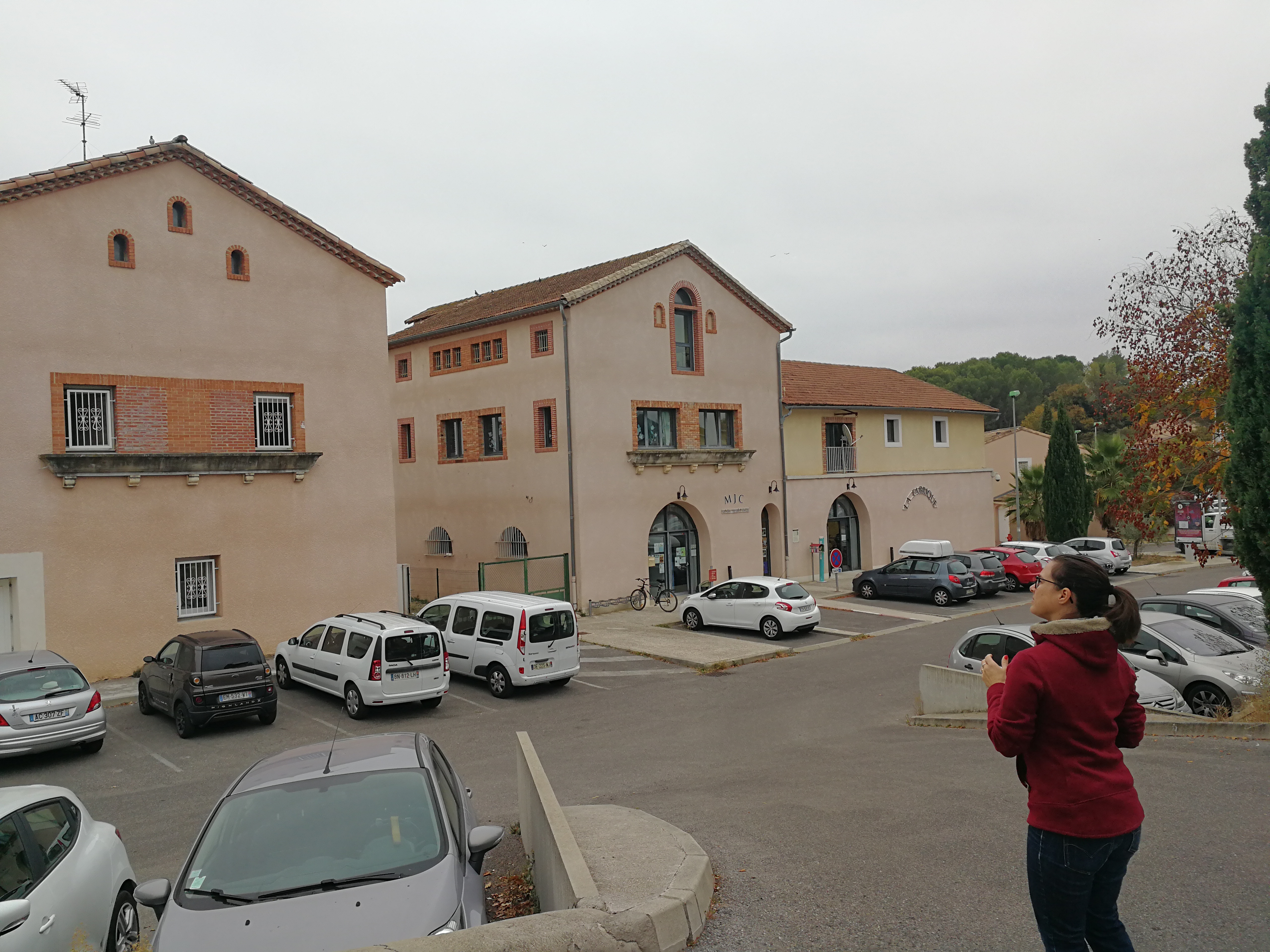
MJC et salle La Fabrique.

Il s'agit d'anciens bâtiments industriels, qui avaient été construits de 1945 à 1947 par des prisonniers allemands et italiens ainsi que des travailleurs indochinois et qui, pour la plus grande partie, ont été détruits dans les années 1990. Trois bâtiments subsistent, dont une maison d'habitation, ainsi que le siège de la Maison des Jeunes et de la Culture (MJC) Boby Lapointe, avec sa salle de « la Fabrique » (ancienne écurie).
Cette usine a d'abord abrité les activités de la « Concentration Industrielle de Jacou » (C. I.J.), sans doute, précédemment localisées, pendant la Seconde Guerre mondiale (1939-1940), dans le chais du château. Les raisins étaient concentrés pour produire du sucre et des moûts. Un apéritif a eu une brève existence, le « Jackina » (« Jac » pour Jacou ; « kina » pour quinquina). Plus tard, cette usine a reçu des Matériels et Produits américains (M.P.A., « stocks américains »), ainsi qu'une activité de production de peinture (la « peinture Annie »).

#### Autres monuments
La ville possède également une fontaine offerte par la commune jumelée de Sernancelhe au Portugal.

### Héraldique
Les armes peuvent se blasonner ainsi :
|  | D'azur à trois glands renversés d'or surmontés d'une étoile du même. |